# Chhatradev
Chhatradev (en népalais : छत्रदेव) est une municipalité rurale du Népal située dans le district d'Arghakhanchi. Au recensement de 2011, elle comptait 25 336 habitants.
Elle regroupe les anciens comités de développement villageois de Chhatraganj, Bhagawati, Balkot, Kerunga, Thulapokhara et une partie de Arghatos, Mareng et Chidika.